# Тяп-ляп
«Тяп-ляп» — организованная преступная группировка, известная в 1970-е годы организацией массовых драк и убийств в Казани — столице Татарской АССР. В неё входили молодые люди и подростки, жившие в районе завода «Теплоконтроль», одной из окраин Казани. Как считают специалисты, именно с этой банды берёт начало массовое явление, получившее название «казанский феномен».

## Создание и структура группировки

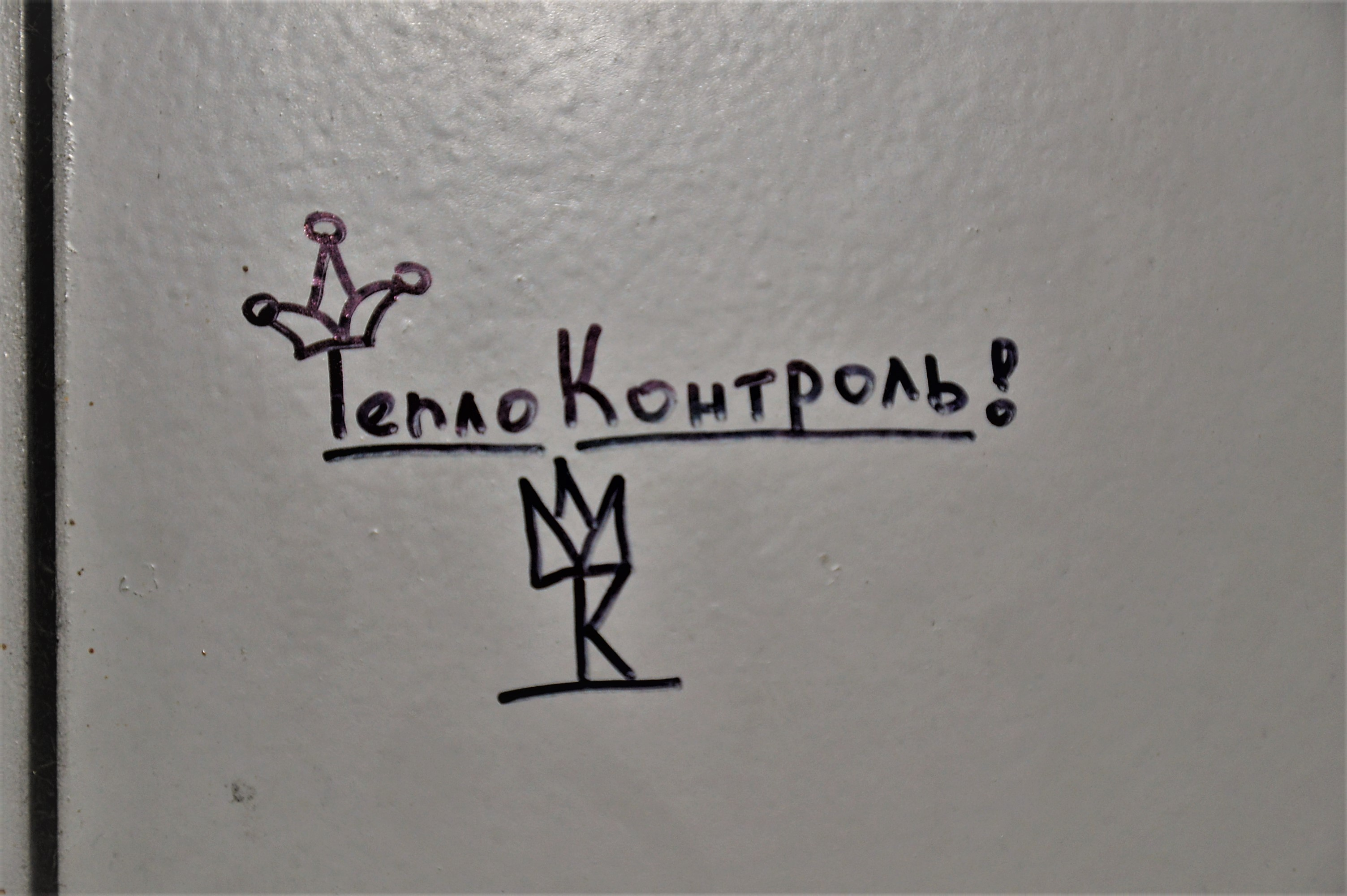
Символика ОПГ «Тяп-Ляп» в одном из жилых домов микрорайона Теплоконтроль

Группировка получила своё название по названию соответствующего микрорайона, где проживала большая часть её членов, — района завода «Теплоконтроль» города Казани. В 1970-е годы Казань была поделена между молодёжными преступными группировками, среди которых выделялись «Борисковские», «Тукаевские», «Павлюхинские», «Хади Такташ», «Жилка», «Ново-Татарская слобода» и другие, — они получали своё название по району проживания их членов. В группировку вошли ученики и выпускники двух местных школ — 114-й и 48-й.
Численность банды «Тяп-ляп» составляла несколько сотен человек. У её членов имелось холодное и огнестрельное оружие, в том числе зарубежного производства. Фирменным знаком ОПГ «Тяп-ляп» являлся рисунок в виде трёхзубчатой короны и двух букв «Т» и «К», что означало «Теплоконтроль».
Во главе банды стояло три человека, которым удалось превратить подростковую шайку в крупнейшую ОПГ СССР:
- Завдат Файзрахманович Хантимиров по кличке «Джавда» (1955—1982)[3]; прирождённый лидер, властный, мстительный, физически сильный, занимался боксом, однако вместо спортивной злости испытывал к противникам самую настоящую ненависть; весьма ценил порядок, следил за соблюдением кодекса банды. Официально Хантимиров числился электриком молодёжного центра, однако на работе появлялся нечасто. Даже его непосредственный начальник не смел наказать Джавду за прогулы[2].
- Сергей Леонидович Скрябин по кличке «Скряба» (1956—1994); по национальности еврей; в 1977 году окончил Казанский педагогический институт, был весьма умным человеком, являлся мозговым центром группировки, подводил все её действия под своего рода идеологию, разрабатывал разнообразные комбинации, занимался самбо, был другом Джавды с начальной школы[2].
- Сергей Иванович Антипов по кличке «Антип» (род. 1949); к моменту создания группировки он уже отсидел несколько лет за хулиганство и грабёж, до колонии занимался боксом. В колонии он изучил все типичные ошибки криминальных группировок и методику работы правоохранительных органов, что впоследствии при создании ОПГ «Тяп-ляп» стало неоценимым знанием[2].

Именно Антипов нашёл место для штаба группировки. Он открыл подпольный спортивный зал, в простонародье «качалку». Роль штанг в ней играли батареи отопления, гантелей — утюги, а турника — водопроводная труба. Именно в этой «качалке» трое главарей и их сообщники обсуждали все последующие действия. В районе «Теплоконтроля» это было единственным местом, куда по вечерам могли прийти подростки, поэтому власти не закрывали её, не зная, что на самом деле творится в «качалке». Здесь же проводился экзамен на «профпригодность» — если после одного удара экзаменуемый не падал, то он принимался в ряды ОПГ.
Кодекс банды был достаточно жёстким: не пить алкоголь, не курить, «своих» не бросать. Члены банды носили специальную униформу: шапку-ушанку с завязанными «ушами» и телогрейку. Это давало дополнительную защиту в драках и возможность отличить бойцов одной группировки от членов другой. Когда эту униформу переняли другие группировки, члены ОПГ стали носить на ней значки завода «Теплоконтроль». Был у членов группировки и свой транспорт — мотоциклы, чаще всего украденные и переделанные.
ОПГ «Тяп-ляп» окончательно оформилась к 1974 году. Лидерство в городе она брала в жестоких боях «стенка на стенку» с такими же группировками из соседних микрорайонов. Дрались арматурными прутьями и монтировками. Тренированные бойцы «Тяп-ляп» в большинстве случаев выходили победителями.
Укрепившись, члены ОПГ стали заниматься более серьёзными делами. Типичными её занятиями стали квартирные кражи, вымогательство денег у цеховиков. Тех, кто не соглашался на условия группировки, били, а товар уничтожали или отбирали. Не соглашавшихся после этого ждала смерть. Один из членов ОПГ получил задание убить приёмщика стеклотары, не желавшего платить бандитам. Однако в результате выстрела тот получил тяжёлое ранение, но остался жив. Это явилось одной из первых в криминальной истории страны попыток заказных убийств.

## Массовые пробеги по Казани
С целью устрашить весь город, лидеры группировки решили провести ряд массовых пробегов, забивая насмерть любых встречных. 8 февраля 1976 года «тяпляповцы» устроили массовую драку в Доме культуры им. Урицкого. После драки они организованно покинули здание и разъехались по домам на заранее подогнанном транспорте. Летом 1976 года Джавда решил совершить пробег в курортную зону Казани — так называемые «острова». Однако пробег не удался: от информатора милиционеры узнали о предстоящем преступлении и задержали около 50 членов ОПГ во главе с самим Хантимировым. Суд приговорил его к 1 году исправительных работ. Спустя 8 месяцев был освобождён условно-досрочно за хорошее поведение. Срок добавил авторитета Джавде, но лидеров группировки начинает беспокоить проявление признаков разработки группировки сотрудниками правоохранительных органов.
31 августа 1978 года члены «Тяп-ляп» устроили массовый пробег в район, контролируемый ОПГ «Ново-Татарская слобода», с которой у «тяпляповских» были враждебные отношения. Приблизительно в 20:30 со стороны речного вокзала группа подростков численностью около 50 человек, вооружённая огнестрельным оружием и металлическими прутьями, начала избивать и стрелять во всё живое. Толпа прокатилась по всему району, действовали бандиты слаженно: разделившись на небольшие группы, они растеклись по переулкам, оставляя за собой искалеченных людей, выбитые стёкла и подожжённые машины. Итог пробега — несколько десятков раненых и двое убитых. При этом пострадавшие неожиданно заявили сотрудникам правоохранительных органов, что не имеют претензий к бандитам.
Когда сотрудники правоохранительных органов предприняли попытку завербовать одного из членов ОПГ Сергея Даньшина (род. 1957), Хантимиров вскоре узнал об этом, и Даньшин был вначале жестоко избит, а затем и убит. После этого за лидерами ОПГ было установлено круглосуточное наблюдение. Вскоре во время попытки разбойного нападения был задержан «бригадир» группировки Тазетдинов. Антипов попытался подкупить свидетелей преступления Тазетдинова, однако был задержан. В тот же день он сбежал из-под стражи, понимая, что в отношении ОПГ ведётся серьёзная разработка, а дача взятки — лишь повод для его изоляции.
Антип предложил Джавде устроить массовые беспорядки. Бандиты рассчитывали на то, что милиционеры начнут стрелять, и тогда вспыхнула бы вся Казань. Антипов и Скрябин предпочли уехать из города, лишь тщеславный Хантимиров лично повёл банду в бой. Милиционеры попытались блокировать толпу автобусом, но бандиты обстреляли автобус, и те были вынуждены спасаться бегством. Двое милиционеров попытались остановить голыми руками взбесившихся подростков, но получив тяжёлые ранения, остались лежать на дороге. Затем ещё несколько членов группировки открыли стрельбу по милиционерам. В ответ полетела граната и лишь чудом никто не погиб — взрывная волна выбила окна в соседних домах.

## Аресты, следствие и суд
После этих наглых выходок банды, граничивших с мятежом, власти приняли против неё самые решительные меры. Были арестованы практически все участвовавшие в погроме бандиты, в том числе и Джавда. Антипов решил убить прокурора, ведшего дело банды, однако вскоре сам был задержан. Был задержан и Скрябин.
Первую советскую ОПГ судили в «красном уголке» СИЗО № 1 города Казани в 1980 году. В качестве обвиняемых присутствовали 30 человек. Для охраны применялись особые меры — в зале суда находился взвод солдат внутренних войск с резиновыми дубинками и слезоточивым газом. Были серьёзные опасения, что оставшиеся на свободе бандиты попытаются отбить своих главарей. Была оборудована тревожная кнопка, возле СИЗО дежурили группы захвата. Бандитов судили за бандитизм, 36 грабежей, 4 убийства и 15 покушений на убийство.
14 апреля 1980 года суд приговорил Завдата Хантимирова к смертной казни через расстрел. Также высшую меру наказания получили активные члены банды Тазетдинов, Масленцев и Каюмов.
Позднее Верховный Суд СССР заменил смертный приговор Масленцеву и Каюмову на 15 лет лишения свободы, а Хантимирову и Тазетдинову оставил его без изменения. На суде Джавда вёл себя спокойно, видимо, надеясь на снисхождение. По воспоминаниям очевидцев, когда Хантимирова стали переодевать в полосатую форму осуждённого к смертной казни, с ним произошла истерика. Все прошения о помиловании были отклонены, и приговоры в отношении Хантимирова и Тазетдинова в марте 1982 года приведены в исполнение.
Антипова, который, по мнению следователей, был настоящим лидером группировки, в том процессе осудить не удалось. Члены группировки его не выдали, и поэтому осудили его по другому уголовному делу: он и Скрябин получили по 15 лет лишения свободы. Остальные члены группировки получили меньшие сроки от 2 до 10 лет лишения свободы.

## Дальнейшая судьба
Впоследствии избежавшие смертной казни лидеры ОПГ «Тяп-ляп» вернулись в город, но своё влияние восстановить им уже не удалось. Антипов и Скрябин прибились к различным ОПГ, появившимся в большом количестве в 1990-е годы. Скрябин, согласно большинству источников, был убит 28 февраля 1994 года на автостоянке недалеко от дома, где жил.
Антипов жил под другим именем, взяв фамилию жены. В документальном фильме «Бунт отверженных» из цикла «Следствие вели» утверждалось, что Антипов якобы был убит в 1994 году, что было фактической ошибкой. Факт смерти Антипова опровергал Роберт Гараев. Сам Антипов давал интервью в 2021 и 2023 годах газете «Бизнес Online» и журналистке Саше Сулим.

## В массовой культуре
Истории группировки «Тяп-ляп» посвящено несколько исследований, в том числе два фильма на телеканале НТВ и очерк журналистки Любови Агеевой в книге «Казанский феномен: миф и реальность», которая вышла в 1991 году. Автор книги написала его после изучения 45 томов уголовного дела, после рассмотрения которого в Верховном суде Республики Татарстан группировка «Тяп-ляп» была официально признана бандой.